# Beni Khedache
Beni Khedache (em árabe: بني خداش‎; romaniz.: Banī Ḫaddāš), também transliterado como Bani Kheddache ou Bani Khaddash, é uma localidade do sul da Tunísia e sede duma delegação (espécie de distrito ou grande município) homónima, a qual faz parte da província (gouvernorat) de Médenine. Em 2004, o município tinha 3 071 habitantes.
Situada numa região montanhosa desértica, a 500 metros de altitude, a vila encontra-se 35 km a oeste-sudoeste de Médenine, 32 km a noroeste de Ghomrassen, 55 km a noroeste de Tataouine, 75 km a sul de Matmata, 100 km a sul de Gabès e 480 km de Tunes (distâncias por estrada).